# Петр (Моджугинский)
Иеромонах Петр (в миру Павел Антонович Моджугинский) — Обер-священник русской армии и флота с 13 ноября 1826 по 3 сентября 1827 года.

## Биография
Уроженец Черниговской епархии по окончании местной духовной семинарии поступил в ней же на должность эконома, здесь же в 1798 году принял священный сан и преподавал в риторическом классе.
В 1803 года поступил священником во вновь сформированный в г. Рязани Куринский мушкетерский полк (с 22.02.1811 пехотный., с 30.03.1834 егерский) — Участник походов 1812—1814 гг., также находился в действительных сражениях под г. Витебском, при Бородино, Смоленске, Тарутине, Малом Ярославце и за границею до взятия Парижа. Был награждён скуфьёю, камилавкою, золотым наперсным крестом от Св. Синода и орденом Св. Анны 2 ст., а также и серебряной медалью.
В 1813 года был назначен полевым обер-священником 1-й действующей армии. Его двадцатилетняя служба в войсках была сопряжена преимущественно с участием в заграничных военных походах.
В 1824 года по представлению главнокомандующего 1-й армии, за отличную усердную службу и примерное преподавание Закона Божия, ему были пожалованы Государем Императором золотые часы.
3 июля 1826 года последовало повеление о назначении исправляющим должность обер-священника 1-й армии.
По возвращении Святого Синода с коронации Николая I из Москвы Высочайшим указом 9 октября 1826 г. Павел Антонович Моджугинский был утвержден в должности синодального члена, а с 13 ноября в должности обер-священника армии и флота с пожалованием митрою.
12 января 1827 года Павел Антонович Моджугинский обратился к синодальному обер-прокурору князю Мещерскому с ходатайством об увеличении штата своей канцелярии. Он предлагал иметь: секретаря, помощника секретаря, регистратора и двух писцов. Канцелярские расходы определить 600 рублей в год. 3 апреля 1827 года император постановил: «Быть по сему».
27 августа 1827 года было утверждено «Постановление о военной службе евреев». Военнослужащие евреи имели право исполнять обряды согласно своей вере, поскольку иудейская вера являлась терпимой. Разрешалось ходить в синагоги. Если в месте стоянки корабля или дислокации части не было синагоги, то евреям дозволялось собираться вместе «кучкой» для совершения своих молитвословий, треб и нужд.
3 сентября 1827 года был дан высочайший указ Святому Синоду об увольнении присутствующего в Синоде обер-священника армии и флота Павла Моджугинского от занимаемых им должностей «по болезни» и о назначении ему местопребыванием Валаамского монастыря. Указ от 3 сентября 1827 г. гласил: «Присутствующего в Св. Синоде обер-священника армии и флота Павла Антоноича Моджугинского, уволить за болезнию от нынешних должностей, на место его избрать достойных кандидатов и поставить».
Очевидно что кроме «болезни» были другие, не менее важные причины увольнения его от должности (по слухам «растрата казенных денег» и «предосудительная связь с прислугой»).
Обязанности обер-священника армии и флотов было временно поручено исполнять духовнику Его Императорского Величества Павлу Криницкому. Ему же была передана для переработки инструкция благочинным, составленная Моджугинским. Составленная Павлом Моджугинским «Инструкции благочинному» после незначительной доработки её протопресвитером Павлом Криницким в январе 1828 году была утверждена Святейшим Синодом и с его разрешения направлена в войска. В соответствии с данной инструкцией корпусные, дивизионные благочинные смотрители избирались обер-священником армии и флота из достойных протоиереев или священников. Благочинные отдельных корпусов, флотские, крепостные и госпитальные все необходимые предписания высшего духовного начальства получали непосредственно от обер-священника армии и флота; благочинные дивизий первой и второй армий — через полевого обер-священника. По делам своего ведомства дивизионный благочинный сносился с дивизионным начальством, корпусной — с корпусным, флотский — с флотским, крепостной — с крепостным, госпитальный — с госпитальным и т. д.
Через год, вследствие просьбы Моджугинского об увольнении его из Валаамского монастыря для определения его к какому-либо месту по военному ведомству, Император Николай I повелел, согласно просьбе бывшего обер-священника, постричь его в монашество и перевести в другой монастырь, известный особенною строгостью жизни монашествующих и порядком своего управления.
По указанию Святейшего Синода Павел Антонович Моджугинский был отправлен в Глинскую пустынь Курской епархии.
4 мая 1831 года Павел Антонович Моджугинский пострижен в монашество с именем Петр, став иеромонахом. Новопостриженному иеромонаху было предоставлено право употреблять при служении набедренник, палицу и все прочие знаки отличий, какие он имел во время службы в белом духовенстве, "как не воспрещенных Высочайшим повелением", кроме митры. (Дело Арх. Св. Син. 1827 г. №1279)
В Глинской пустыне инок Петр (Моджугинский) в безвестности и окончал дни своей жизни.